# Cleora (geslacht)
Cleora is een geslacht van vlinders van de familie spanners (Geometridae), uit de onderfamilie Ennominae.

## Soorten
- C. acaciaria (Boisduval, 1833)
- C. acacicola Holloway, 1979
- C. acerata Fletcher D. S., 1967
- C. aculeata Fletcher D. S., 1967
- C. albitrigonis Prout, 1927
- C. albobrunneata Fletcher, 1953
- C. alexis Herbulot, 1976
- C. alienaria Walker, 1860
- C. amamiensis Sato, 1978
- C. amphidoxa Prout, 1937
- C. anacantha Fletcher D. S., 1967
- C. angustivalvis (Herbulot, 1965)
- C. apista Prout, 1929
- C. argicerauna Prout, 1929
- C. argillacea (Warren, 1900)
- C. atriclava Prout, 1926
- C. atypica Herbulot, 1995
- C. bathyscia Turner, 1917
- C. batillata Fletcher, 1953
- C. betularia (Warren, 1897)
- C. biclavata Fletcher, 1953
- C. bicornis Fletcher D. S., 1967
- C. boetschi (Herbulot, 1961)
- C. braeckeli Debauche, 1941
- C. buxtoni Fletcher, 1953
- C. callicrossa Meyrick, 1889
- C. cancer Fletcher D. S., 1967
- C. carcassoni Fletcher D. S., 1967
- C. cinctaria

Geringde spikkelspanner (Denis & Schiffermüller, 1775)
- C. cnephaea Prout, 1915
- C. collenettei Prout, 1929
- C. compectinata Warren, 1906
- C. concentraria Snellen, 1877
- C. contiguata Moore, 1867
- C. cornaria (Guenée, 1857)
- C. costiplaga Fletcher, 1953
- C. cucullata Fletcher, 1953
- C. cheesmanae Prout, 1929
- C. dacasini Herbulot, 1981
- C. dactylata (Fletcher D. S., 1967)
- C. dargei (Herbulot, 1961)
- C. decisaria Walker, 1866
- C. derogaria (Snellen, 1872)
- C. determinata Walker, 1860
- C. diphasia Prout, 1937
- C. discipuncta Joicey & Talbot, 1917
- C. displicata Walker, 1860
- C. diversa Robinson, 1971
- C. dodonaeae Prout, 1929
- C. dothionis Holloway, 1979
- C. echinodes Fletcher D. S., 1967
- C. epiclithra Fletcher D. S., 1967
- C. esoterica Prout, 1929
- C. euboliaria Walker, 1860
- C. expleta Prout, 1932
- C. falculata Fletcher, 1953
- C. fasciata Fletcher, 1953
- C. fenestrata Prout, 1916
- C. fernandi Herbulot, 1998
- C. flavivenata Fletcher D. S., 1967
- C. fletcheri Herbulot, 1976
- C. forficulata Fletcher, 1953
- C. fowlesi Robinson, 1971
- C. fraterna Moore, 1888
- C. godeffroyi Butler, 1886
- C. goldfinchi Prout, 1937
- C. gypsochroa Turner, 1947
- C. herbuloti (Fletcher D. S., 1958)
- C. hermaea Prout, 1929
- C. hoplogaster Prout, 1916
- C. hospita Prout, 1916
- C. ictiubasis Prout, 1937
- C. idiocrossa Turner, 1918
- C. illustraria Walker, 1863
- C. immemorata Walker, 1863
- C. impletaria Walker, 1862
- C. inaequipicta Prout, 1921
- C. incompletaria Guenée, 1862
- C. indiga Fletcher, 1953
- C. inelegans (Warren, 1905)
- C. injectaria Walker, 1860
- C. inoffensa Swinhoe, 1902
- C. inornata Fletcher, 1953
- C. insolita Butler, 1878
- C. javana Herbulot, 1981
- C. kalisi Fletcher, 1953
- C. lacrymata Fletcher D. S., 1967
- C. lacteata Warren, 1897
- C. lamottei (Herbulot, 1954)
- C. lanaris Butler, 1886
- C. legrasi (Herbulot, 1955)
- C. leucophaea Butler, 1878
- C. leucostigma Prout, 1929
- C. levata Fletcher, 1953
- C. licornaria Guenée, 1857
- C. lima Fletcher D. S., 1967
- C. lipotera West, 1920
- C. lophia Fletcher D. S., 1978
- C. macracantha (Herbulot, 1955)
- C. meceoscia Prout, 1929

- C. mecistoscia Prout, 1929
- C. melanochorda (Fletcher D. S., 1958)
- C. minutaria Leech, 1891
- C. mjoebergi Prout, 1926
- C. monodactylla Fletcher, 1953
- C. munda (Warren, 1899)
- C. munditibia Prout, 1927
- C. myrmidonaria Guenée, 1857
- C. nana Hausmann & Skou, 2008
- C. nausori Bethune-Baker, 1905
- C. neomenia Prout, 1932
- C. nesiotis Turner, 1925
- C. nigrifrons Warren, 1897
- C. nigrisparsalis (Janse, 1932)
- C. nigristigma Prout, 1937
- C. nigrofasciaria Leech, 1897
- C. nigronotaria Wileman, 1911
- C. octopunctata Warren, 1897
- C. oculata Fletcher D. S., 1967
- C. ochricollis Prout, 1934
- C. oligodranes (Prout, 1922)
- C. olivata Fletcher, 1953
- C. olivomaculata Fletcher, 1953
- C. onycha Fletcher, 1953
- C. paepalima West, 1932
- C. panarista Fletcher D. S., 1967
- C. papillifer Prout, 1934
- C. pavlitzkiae (Fletcher D. S., 1958)
- C. pendleburyi Prout, 1929
- C. perfumosa Warren, 1896
- C. perlepidaria Warren, 1900
- C. perstricta Prout, 1934
- C. pheucta Prout, 1937
- C. plax Fletcher D. S., 1967
- C. polymiges Prout, 1926
- C. processaria Walker, 1860
- C. proemia Prout, 1917
- C. projecta Walker, 1860
- C. propulsaria Walker, 1860
- C. prosema Prout, 1927
- C. psectra Fletcher, 1957
- C. psychastis Meyrick, 1886
- C. pupillata Walker, 1860
- C. purissima Fletcher, 1953
- C. quadrimaculata (Janse, 1932)
- C. radula Fletcher D. S., 1967
- C. raphis Fletcher D. S., 1967
- C. repetita Butler, 1882
- C. repulsaria Walker, 1860
- C. rhadia Prout, 1929
- C. rhamphoides Wehrli, 1943
- C. rostella Fletcher D. S., 1967
- C. rostrata Fletcher, 1953
- C. rothkirchi (Strand, 1914)
- C. russoi Prout, 1932
- C. sabulata Fletcher, 1953
- C. samoana Butler, 1886
- C. scobina Fletcher D. S., 1967
- C. scripta Joicey & Talbot, 1917
- C. scriptaria Walker, 1860
- C. semidiscata Warren, 1906
- C. serena Fletcher D. S., 1967
- C. sevocata Prout, 1929
- C. siderata Fletcher D. S., 1978
- C. stenoglypta Prout, 1929
- C. subbarbara Prout, 1929
- C. subcincta (Warren, 1901)
- C. sublunaria Guenée, 1857
- C. subnigrata Warren, 1901
- C. tamsi Fletcher D. S., 1967
- C. taprobana Fletcher, 1953
- C. tella West, 1929
- C. telloides Sato, 1989
- C. tenebrata Fletcher, 1953
- C. thyris Fletcher D. S., 1967
- C. tongaica Butler, 1886
- C. tora Prout, 1926
- C. toulgoetae (Herbulot, 1961)
- C. transversaria (Pagenstecher, 1907)
- C. trigrapta Prout, 1927
- C. trisinuata Warren, 1898
- C. tulbaghata (Felder & Rogenhofer, 1875)
- C. undaria (Fabricius, 1794)
- C. vatia Prout, 1927
- C. venustaria Leech, 1891
- C. viettei (Herbulot, 1958)
- C. vitensis Bethune-Baker, 1905
- C. xanthorrhages Prout, 1929